# 刘彩品
刘彩品（1937年—）是台湾嘉义出生的女性人物。曾為中国天文学家，第六、七、八届全国人大代表。自台灣赴日本留學時放棄中華民國國籍，後於1980年代自日本移居中國並任官職，晚年再返回日本居住。

## 生平
1956年，刘彩品赴日本读大学。在日本留学期间，刘彩品因对中华民国政府不满而放弃了中华民国护照。1971年，经中华人民共和国国务院总理周恩来安排，刘彩品和同样从事天文研究的丈夫木村博举家迁居南京，成为紫金山天文台研究员。
1981年12月，刘彩品等20多位在大陆定居的台胞应邀来到北京，参加中华全国台湾同胞联谊会成立的预备会。在一次会议上，刘彩品向彭冲直接表示希望大陆向台湾同胞赠送一对大熊猫。两天后，赠台大熊猫之事获得默许。1981年底，刘彩品当选中华全国台湾同胞联谊会理事。1983年，刘彩品当选第六届全国人大代表。其间，刘彩品一直将赠台一对大熊猫当做“为台湾同胞尽义务”的事项进行呼吁。1987年1月，中华全国台湾同胞联谊会二届三次理事会通过了刘彩品等理事提出的向台湾同胞赠送一对大熊猫的动议。1987年4月，该动议呈交国家有关部门。不久，中国野生动物保护协会选定一对大熊猫“陵陵”、“乐乐”，由北京动物园宣布，愿赠送一对大熊猫给台北市木栅动物园。但当时中華民國政府认为大陆赠送台湾大熊猫是“统战”，所以拒绝接受大熊猫来台湾。后来直到2008年，大陆赠送的大熊猫“团团”、“圆圆”才来到台北市立动物园熊猫馆。
后来，她旅居日本埼玉县。